# Mattiastrum turcomanicum
Mattiastrum turcomanicum là loài thực vật có hoa trong họ Mồ hôi. Loài này được Brand mô tả khoa học đầu tiên.